# Стануэй, Джорджия
Джо́рджия Ма́ри Ста́нуэй (англ. Georgia Marie Stanway; родилась 3 января 1999) — английская футболистка, полузащитница женской команды «Баварии» и женской сборной Англии.

## Клубная карьера
Стануэй начала карьеру в молодёжной академии клуба «Блэкберн Роверс». В 2014 году забила 35 мячей в 15 матчах Премьер-лиги (третьего дивизиона в системе женских футбольных лиг Англии).

### Манчестер Сити
18 июля 2015 года перешла в клуб «Манчестер Сити». 27 августа 2015 года забила свой первый гол за «Сити» в матче Кубка лиги против «Эвертона». По итогам своего первого сезона в составе «Сити» получила награду «восходящая звезда клуба». В 2016 году её гол, забитый дальним ударом в ворота «Ливерпуля», был признан лучшим голом сезона в «Манчестер Сити», опередив в голосовании голы, забитые Серхио Агуэро, Кевином Де Брёйне, Яя Туре и Тони Дагган. В январе 2017 года Джорджия подписала с «Сити» свой первый профессиональный контракт.
21 октября 2018 года Стануэй сделала хет-трик в матче против «Брайтон энд Хоув Альбион». 2 декабря 2018 года забила два мяча в матче против лидера чемпионата «Арсенала», обеспечив победу своей команде и прервав беспроигрышную серию «канонирок», длившуюся с начала сезона.

### Бавария
17 мая 2022 года было объявлено, что Стануэй подписала трехлетний контракт с клубом женской Бундеслиги «Бавария Мюнхен». Она дебютировала 16 августа 2022 года в товарищеской матче против «Барселоны». 27 октября Стануэй забила дубль, который стал её первыми голами за «Баварию Мюнхен» в выездной победе со счетом 3:2 против «Бенфики» в Лиге чемпионов.
Стануэй выиграла Женскую Бундеслигу в свои первые два сезона в «Баварии» и прочно зарекомендовала себя в качестве ключевого игрока в стартового состава. Её стабильная форма позволила ей выиграть награду «Игрок сезона по версии болельщиков 2022–23», а также принесла ей номинацию на «Золотой мяч» 2023 года, где она заняла 23-е место в итоговом рейтинге.
27 сентября 2023 года контракт Джорджии с Баварией был продлён ещё на год.

## Карьера в сборной
В 2016 году Стануэй была капитаном женской сборной Англии до 17 лет, которая выиграла бронзовые медали чемпионата Европы и вышла в плей-офф чемпионата мира. Два года спустя, в 2018 году, Джорджия стала ключевым игроком сборной Англии до 20 лет на чемпионате мира во Франции, забив 6 мячей (и став лучшим бомбардиром турнира вместе с Патрисией Гихарро из Испании) и помогла своей команде завоевать бронзовые медали.
В конце октября 2018 года главный тренер женской сборной Англии Фил Невилл вызвал Джорджию в сборную. 8 ноября 2018 года Стэнуэй сыграла свой первый матч в составе главной женской сборной Англии, выйдя в стартовом составе против сборной Австрии, и отметилась забитым мячом в своей дебютной игре за сборную.

## Статистика выступлений за клубы
| Клуб             | Лига                          | Сезон            | Лига | Лига | Кубок страны | Кубок страны | Кубок лиги | Кубок лиги | Еврокубки | Еврокубки | Итого | Итого |
| Клуб             | Лига                          | Сезон            | Игры | Голы | Игры         | Голы         | Игры       | Голы       | Игры      | Голы      | Игры  | Голы  |
| ---------------- | ----------------------------- | ---------------- | ---- | ---- | ------------ | ------------ | ---------- | ---------- | --------- | --------- | ----- | ----- |
| Блэкберн Роверс  | ЖПЛФА                         | 2014             | 15   | 35   |              |              |            |            |           |           | 15    | 35    |
| Манчестер Сити   | Женская суперлига ФА          | 2015             | 3    | 1    | 0            | 0            | 1          | 1          | 0         | 0         | 4     | 2     |
| Манчестер Сити   | Женская суперлига ФА          | 2016             | 10   | 4    | 0            | 0            | 2          | 1          | 1         | 0         | 13    | 5     |
| Манчестер Сити   | Женская суперлига ФА          | 2017             | 7    | 1    | 3            | 1            | 0          | 0          | 2         | 0         | 12    | 2     |
| Манчестер Сити   | Женская суперлига ФА          | 2017/18          | 14   | 5    | 0            | 0            | 5          | 3          | 7         | 2         | 26    | 10    |
| Манчестер Сити   | Женская суперлига ФА          | 2018/19          | 19   | 11   | 3            | 2            | 6          | 2          | 2         | 0         | 30    | 15    |
| Манчестер Сити   | Женская суперлига ФА          | 2019/20          | 13   | 4    | 1            | 0            | 4          | 0          | 2         | 1         | 20    | 5     |
| Манчестер Сити   | Женская суперлига ФА          | 2020/21          | 21   | 5    | 1            | 0            | 4          | 0          | 6         | 3         | 33    | 8     |
| Манчестер Сити   | Женская суперлига ФА          | 2021/22          | 22   | 8    | 5            | 3            | 5          | 1          | 1         | 0         | 33    | 13    |
| Бавария          | Женская футбольная Бундеслига | 2022/23          | 21   | 6    | 4            | 1            | -          | -          | 10        | 3         | 35    | 10    |
| Бавария          | Женская футбольная Бундеслига | 2023/24          | 19   | 6    | 4            | 1            | -          | -          | 6         | 0         | 29    | 7     |
| Всего за карьеру | Всего за карьеру              | Всего за карьеру | 164  | 86   | 21           | 8            | 27         | 8          | 37        | 9         | 250   | 112   |